# Пенькозавод (Кочкуровський район)
Пенькозаво́д (рос. Пенькозавод, ерз. Пенькозавод) — селище у складі Кочкуровського району Мордовії, Росія. Входить до складу Сабаєвського сільського поселення.
Стара назва — Пеньковий.

## Населення
Населення — 61 особа (2010; 66 у 2002).
Національний склад (станом на 2002 рік):
- ерзяни — 68 %
- росіяни — 30 %